# Василис Дзанакарис
Василис Дзанакарис (на гръцки: Βασίλης Ι. Τζανακάρης) е гръцки журналист, историк и писател.

## Биография
Роден е в 1944 година в серското дарнашко село Сармусакли, Гърция, и е израснал и е живял в Сяр. Учи политически и икономически науки в Солунския университет „Аристотел“ и се занимава с журналистика още от тийнейджърска възраст. Издава три вестника и 20 книги. От 1975 година до 2009 година издава месечното серско списание „Яти“ (в превод Защо). Той е един от пионерите в частното радио и телевизия в Северна Гърция и работи в тази област дълги години. Придобива известност със следните книги: „Юнаците добрите другари ги убиват“ (Кастаниотис 2002, 2009), което е хроника на периода на бандитизма в Гърция, „Когато изгрява тъмнината. Неизвестната Гърция от 1936 година“ (Кастаниотис 2005), „Обляна в сълзи Мала Азия, 1919-1922. Годините, които разтърсиха Гърция“ (Метехмио 2007), която е удостоена с държавната награда за литература за 2008 година в категорията „хроника-спомени“, „В името на бежанеца. От потъналата в сълзи Коледа на 1922 година до републиката от 1924 година“ (Метехмио 2009), На смърт! Процесът и екзекуцията на Шестимата от протокола, пропуските и „дреболиите“ на вестниците (Метехмио 2010), „Кървавият султан“. Абдул Хамид и непознатият Солун“ (Метехмио 2012), „Фотис Янкулас Безсмъртният и други истории за грабежи“ (Метехмио 2013). В 1991 и 1995 година издава двутомна „Илюстрирана история на Сяр“. В 2014 година издава книгата „1913 - 2013 Панорама на историята на Сяр“.
Негова дъщеря е писателката Вася Дзанакари, родена в 1980 година.